# إيدر نيلسون
إيدر نيلسون (بالإسبانية: Edder Nelson)‏ هو لاعب كرة قدم ومدرب كرة قدم كوستاريكي في مركزي الوسط والدفاع، ولد في 26 يونيو 1986 في ليمون في كوستاريكا. شارك مع منتخب كوستاريكا لكرة القدم. أما مع النوادي، فقد لعب مع ديبورتيفو سابريسا ونادي سينيتسا ونادي كارتاهينيس.

## وصلات خارجية
- إيدر نيلسون على موقع قاعدة بيانات كرة القدم.إي يو (الإنجليزية)
- إيدر نيلسون على موقع ناشيونال فوتبول تيمز (الإنجليزية)
- إيدر نيلسون على موقع Soccerway.com (الإنجليزية)